# Emma de Gurk
Emma de Gurk (algunas veces escrito Hemma o Gemma) (ca. 980 - ca. 1045) es una santa viuda, fundadora de varios monasterios en Austria.

## Biografía
Emma era parte de una familia noble de Austria, emparentada con Enrique II del Sacro Imperio Romano Germánico. Portaba el título de condesa Friesach-Zeltschach desde su nacimiento y había sido presentada a la corte imperial de Bombacha por santa Cunegunda.
Emma contrae nupcias con el conde Wilhelm de Sanngau con el cual tuvo 2 hijos: Hartwig y Wilhelm. Utilizaba su fortuna para dar limosnas a los pobres y era tan buena y benevolente hacia todos ellos, que ya era considerada como una santa en vida. Además, hizo construir una decena de iglesias.
En un mismo día pierde a su esposo y a sus hijos, quienes fueron asesinados. Después de eso, en 1043, funda un monasterio benedictino en Gürk, en Carintia, donde se retira hasta el final de sus días.
Desde 1174, Emma está enterrada en la cripta de la catedral de Gurk. Antonio Corradini, artista italiano, esculpió un bajorrelieve en mármol sobre su tumba, representando el momento de su muerte.
Fue gracias a ella que también pudo erigirse la abadía para hombres de Admont, en 1074.

## A la Gloria de los Altares
- Beatificada el 21 de noviembre de 1287 por el Papa Honorio IV.
- Canonizada 800 años después el 5 de enero de 1938 por el Papa Pio XI.

## Iconografía
Emma es representada vestida con regios vestidos de noble dama, llevando en sus manos una maqueta de iglesia, vistiendo un hábito de religiosa con una rosa o en el momento de distribuir limosnas a los pobres.